# Cnodacophora sellata
Cnodacophora sellata är en tvåvingeart som först beskrevs av Johann Wilhelm Meigen 1826.  Cnodacophora sellata ingår i släktet Cnodacophora och familjen skridflugor. Arten har ej påträffats i Sverige. Inga underarter finns listade i Catalogue of Life.